# De Warmste Week 2019
De Warmste Week 2019 is de veertiende editie van Music For Life, een solidariteitsactie die jaarlijks in de week voor Kerstmis wordt georganiseerd door de Vlaamse VRT-radiozender Studio Brussel in België. De editie van 2019 vond plaats op het Nelson Mandelaplein in Kortrijk, op wandelafstand van het station van Kortrijk. De opbrengst ging niet naar een enkel doel of organisatie, maar was voor een heel breed aanbod aan organisaties. Er werden na controle van de Koning Boudewijnstichting 1.986 verschillende verenigingen zonder winstoogmerk als goed doel geregistreerd. De presentatoren van dienst waren Eva De Roo, Fien Germijns en Joris Brys.